# Isla Palenque
La isla Palenque es el nombre de una isla que está localizada en la costa oeste del Pacífico de Panamá, cerca de la frontera con Costa Rica en el golfo de Chiriquí. La isla Boca Brava está al norte y unida a la isla Palenque por medio de un puente de arena.

## Historia
Originalmente, un palenque se refería a un refugio para esclavos fugitivos. Durante el periodo colonial de Centro América, los nativos indígenas eran contratados para trabajar en las minas españolas. Aquellos que escaparon buscaron asilo en zonas fortificadas con empalizadas o palenques. Se le ha llamado isla Palenque desde que los mapas la mencionan, y es probable que haya sido utilizada para albergar fugitivos durante el período colonial.
Según Olga Francesca Linares, la isla Palenque tiene una ubicación privilegiada desde el primer asentamiento humano y allí se instaló una antigua comunidad agricultora precolombina en algún momento durante los años 500-1400 d. C.  Pudo haber sido ocupada desde el 5000 a. C.  Se convirtió en un sitio para la más sagrada de las celebraciones, con lo que tribus de todos lados de la provincia llegaban allí a adorar. Se sabe que jefes tribales de importancia negociaban y comerciaban entre ellos haciendo de la provincia el principal centro de cultura y comercio. Para la época colonial esta antigua comunidad ya había desaparecido, dejando suficientes rastros sobre sus vidas para despertar la curiosidad y darle a la isla una sensación de antigüedad.
En 2010 comenzó a construirse un eco-resort de alta gama, que abrió sus primeras habitaciones a principios de 2012.

## Clima
La temperatura de la isla Palenque es bastante constante durante todo el año, con una media de 32 grados centígrados de temperatura durante el día y de 21 grados centígrados durante la noche.
La isla Palenque, como la mayoría de Panamá tiene una estación lluviosa que empieza desde mayo hasta noviembre y una estación de verano de diciembre hasta abril.

## Población
La isla está poblada por alrededor de una docena de personas.